# Tick
Tick (Dick, Ticck) var en svensk kyrkomålare, verksam i början av 1600-talet.
Tick var troligen bördig från Trosatrakten. I Trosa landsförsamlings kyrka utförde han 1618 en väsentlig del av dekorationsmålningarna som han signerade med TICCK:LV – N:MÅLARE – ANN:1618. Målningen är den mest fulländade renässansdekoration som hittills avslöjats eller tagits fram i någon sörmländsk kyrka. All gotisk tradition med detaljer och helhetsintryck är avlägsnad och tyngdpunkten har istället legat på färgtunga väggfält krönta med bildfriser. I sin målning har han försökt dölja stjärnvalvens bärande funktion med sparsamma tvärstreck, medan sköldbågar och gördelbågar är rikt dekorerade med täta bladslingor och enstaka inskriftskartuscher i valvens fyra största kappor. Målningen De visa och de fåvitska jungfrurna på norra väggen är inte målad av Tick, men troligen utförda av en samtida målare och på stilistiska grunder antar man att det även har varit en tredje målare inblandad i kyrkans dekoration.  